# 吉田会
吉田会（よしだかい）は、宮城県仙台市に本拠を置く暴力団で、指定暴力団・住吉会の3次団体（上部団体は住吉会九代目西海家）。

## 歴史
仙台で「不良の神様」と呼ばれた初代・吉田武を祖に、2代目・菅原孝太郎、3代目・守屋長清（もりや ちょうせい）、4代目・小野寺季富（おのでら すえとみ）、5代目・菅原英雄、６代目・水戸龍哉、7代目・最上孝弘の当代といった系譜。歴代の会長の中から3人の西海家総長を輩出している。現在は西海家の中核をなしているといっても過言ではない。現在は博徒。

## 歴代会長
- 初代 - 吉田武
- 二代目 - 菅原孝太郎（住吉連合会 小林楠扶と兄弟分）
- 三代目 - 守屋長清
- 四代目 - 小野寺季富
- 五代目 - 菅原英雄（住吉会副会長、菅英組初代組長）
- 六代目 - 水戸龍哉（住吉会九代目西海家）
- 七代目 - 最上孝弘（住吉会北海道・東北地区統括長補佐）

## 最高幹部
- 会長 - 最上孝弘
- 会長代行 - 汐巻龍二（汐巻組組長）
- 理事長 - 佐藤健児（三代目菅英組組長）
- 本部長 - 熊谷永一（熊谷組組長）
- 幹事長 - 阿部明仁（仁組組長）
- 専属彫り師 -佐藤浩樹（仁組組長）